# 水島ガス
水島ガス株式会社（みずしまガス）は、岡山県倉敷市水島に本社を置く都市ガス等を供給する一般ガス事業者である。

## 概要
当社は太平洋戦争中の1942年（昭和17年)に岡山県の要請により三菱重工業水島航空機製作所に工業用燃料を供給することを目的に東邦ガスによって設立された。現在は工業地帯と倉敷市南西部の一般住宅に工業用液化天然ガスや都市ガス等を供給。2008年（平成20年）8月から2009年（平成21年）5月にかけて都市ガスを天然ガスに順次転換。
供給エリア
- 倉敷市
  - 水島地区
  - 玉島地区
  - 西阿知地区

## 沿革
- 1942年（昭和17年） - 会社創立、資本金100万円。
- 1947年（昭和22年） - 水島地区に供給開始。
- 1959年（昭和34年） - 玉島瓦斯株式会社（供給戸数372戸）の営業を引き継ぐ。
- 1960年（昭和35年） - 水島液化ガス設立。
- 1964年（昭和39年） - 玉島瓦斯を合併して玉島営業所とする。
- 1983年（昭和58年） - 川崎製鉄水島製鉄所より石炭ガスの導入を開始。
- 2006年（平成18年） - 臨海部の一部地区を天然ガスに変更。
- 2013年（平成25年） - 子会社の水島液化ガス株式会社を吸収合併。

※ 水島ガスHPより抜粋